# Крапивенский сельсовет
Крапивенский сельсовет — административная единица на территории Оршанского района Витебской области Республики Беларусь.

## Состав
Крапивенский сельсовет включает 15 населённых пунктов:
- Бородулино — деревня.
- Брыли — деревня.
- Гатьковщина — деревня.
- Грязивка — деревня.
- Загородная — деревня.
- Згарда — деревня.
- Крапивно — агрогородок.
- Лариновка — агрогородок.
- Пашино — деревня.
- Рымки — деревня.
- Савищино — деревня.
- Стаховка — деревня.
- Сяглово — деревня.
- Шатравино — деревня.
- Шугайлово — деревня.